# Estat del Níger
|  | Aquest article tracta sobre la divisió administrativa de Nigèria. Si cerqueu el país sobirà de l'Àfrica, vegeu «Níger». |

L'Estat del Níger és un dels trenta-sis estats de Nigèria amb capital a Minna. Altres ciutats destacades són Bida, Kontagora i Suleja. L'estat de Níger és posseïdor d'una extensió de territori notable que el converteix en l'estat més gran dels 36 estats; la superfície és de 76.363 km² quilòmetres quadrats. La població s'eleva a la xifra de 3.950.249 habitants (estimació per 2011 de 4.260.496). La densitat poblacional és de 55,8 habitants per quilòmetre quadrat. Els pobles principals que habiten a l'estat són: Nupes, gbagyi, kamuku, kambari, dukawa i koro; altres grups menors són: Kadara, koro, baraba, kakanda, ganagana, dibo, kambari, kamuku, pangu, dukkawa, gwada i ingwai. Parlen les seves llengües pròpies. La religió musulmana és majoritària.
Dues de les majors centrals hidroelèctriques (Kainji i Shiroro) es troben a l'estat. També en aquest estat es troben llocs famosos com les cascades de Gurara (a la LGA de Gurara, al riu Gurara), el Kainji National Park (el més gran de Nigèria) amb el llac del mateix nom, la Reserva de Borgu i la Reserva de Zugurma.
Es va crear el 1976 quan l'estat Nord-occidental va ser dividit en els del Niger i de Sokoto; el del Níger es va formar aleshores amb 9 LGA (Chanchaga, Rafi, Bangi, Gbako, Etswan, Suleja, Mariga, Magama i Lavun); les LGA d'Agaie i de Lapai es van crear després per segregació de la LGA d'Etswan. Entre 1979 i 1983 (sota el govern de Malam Muhammadu Awwal Ibrahim) es van organitzar 18 LGA (Kuta, Paikoro, Chanchaga, Rafi, Gbako, Katcha, Lemu, Lapai, Agaie, Suleja, Mariga, Bangi, Magama, Auna, Lavun, Mokwa, i Jima-Doko), però quan els militars van prendre el poder el 1984 es va retornar a les 11 prèvies excepte la de Chaganga que es va dividir en dues: Minna Municipal Council (amb capital a Minna) i Shiroro (capital Kuta), quedant doncs un total de 12. Les LGA van passar a ser 19 el 1991 sota el President Ibrahim Babangida (que va crear nou estats nous i nombroses LGA a tot Nigèria) que va traspassar el Borgu de l'estat de Kwara al del Níger. No obstant el 1996 quan el general Sani Abacha va crear sis nous estats i 182 LGA a tot el país, l'estat del Níger va augmentar les LGA en 6 més (Katcha, Munya, Mashegu, Edati, Tafa i Mariga) portant el total a 25.

## Administració
Hi ha vuit emirats tradicionals, Bida, Kontagora, Borgu, Suleja, Minna, Lapai, Agaie i Kagara.
L'estat es divideix administrativament en un total de vint-i-cinc àrees de govern local:
| - Agaie - Agawara - Bida - Borgu - Bosso - Chanchaga - Edati - Gbako - Gurara - Katcha - Kontagora - Lapai - Lavun | - Magama - Mariga - Mashegu - Mokwa - Moya - Paikoro - Rafi - Rijau - Shiroro - Suleja - Tafa - Wushishi |